# Grzegorz Łęcicki
Grzegorz Łęcicki (ur. 13 marca 1958 w Warszawie) – polski teolog, pisarz, pedagog, nauczyciel akademicki, apologetyk, teolog kultury, doktor habilitowany nauk teologicznych w zakresie teologii środków społecznego przekazu.

## Życiorys
Urodził się w rodzinie o bogatych tradycjach patriotycznych i katolickich. Absolwent I LO, czyli „Żoliborskiej Jedynki” (matura w klasie humanistycznej). Po studiach na Wydziale Teologicznym Akademii Teologii Katolickiej (obecnie Uniwersytet Kardynała Stefana Wyszyńskiego w Warszawie), gdzie specjalizował się w apologetyce i był uczniem ks. prof. dr. hab. Tadeusza Gogolewskiego (1921–2003), pracował jako dziennikarz i publicysta w prasie chrześcijańskiej i katolickiej, a później także jako redaktor merytoryczny książek o charakterze religijnym.
W latach 1980–1981 należał do Niezależnego Zrzeszenia Studentów, w okresie stanu wojennego uczestniczył w podziemnym ruchu wydawniczym jako kolporter nielegalnych publikacji.
Po 1989 współpracował z prasą „solidarnościową”; w 1991 roku należał do redakcji „Przeglądu Katolickiego”; w latach 1993–1995 był dziennikarzem „Słowa. Dziennika Katolickiego”. W latach 1997–2003 pisał felietony do „Niedzieli Warszawskiej” stanowiącej stołeczny dodatek „Niedzieli”. Od 2000 do 2003 był dyrektorem programowym Radia Warszawa Praga, czyli katolickiej rozgłośni diecezji warszawsko-praskiej.
Od 2003 zajmuje się edukacją medialną młodzieży i studentów. Uczył najpierw w Katolickim Liceum Ogólnokształcącym im. Ks. Piotra Skargi, potem zaś w Katolickim Liceum Ogólnokształcącym im Ks. Tadeusza Uszyńskiego oraz Katolickim Gimnazjum im. Ks. Jerzego Popiełuszki. Od 2004 prowadzi zajęcia ze studentami Instytutu Edukacji Medialnej i Dziennikarstwa (w którym w latach 2010-2012 był zastępcą dyrektora) na Wydziale Teologicznym UKSW. Od 2005 do 2012 wykładał w Warszawskiej Wyższej Szkoły Humanistycznej im. Bolesława Prusa w Warszawie, gdzie w latach 2007-2011 był prorektorem, a w latach 2011-2012 senatorem.
Od 2013 jest kierownikiem Katedry Teologii Środków Społecznego Przekazu na Wydziale Teologicznym UKSW.

## Wyróżnienia i nagrody
- Medal „Mater Verbi” nadany przez redakcję tygodnika Niedziela 2000 r.

## Publikacje
- Między Zamkiem a Katedrą. [W:] Bogu dziękujcie, ducha nie gaście. Czwarta pielgrzymka Ojca Świętego Jana Pawła II do Ojczyzny 1 - 9 czerwca 1991, Warszawa 1991.
- Jan Paweł II. Pielgrzym nadziei – Wrocław 1997;
- Jan Paweł II. Miłośnik Krzyża i Zmartwychwstania – Warszawa 1998;
- Matka Teresa. Misjonarka Miłości i Miłosierdzia – Warszawa 1998;
- Światło Ewangelii. Wpływ Kościoła oraz chrześcijaństwa na rozmaite dziedziny kultury i cywilizacji – Warszawa 1999;
- Jan Paweł II. Warszawskie pielgrzymowanie – Warszawa 1999;
- hasła w przeznaczonej dla młodzieży, rodziców i katechetów popularnej encyklopedii „Bóg, człowiek, świat” – Katowice 1999
- „Mój Mistrz nie tylko teologii” o ks. prof. T. Gogolewskim, [w:]„ Uczył kochać Kościół” – Warszawa 2000.
- Nachylenie Boga. O młodzieńczej poezji Karola Wojtyły – Warszawa 2006;
- Lux in tenebris. Zarys życia i twórczości oraz fragmenty Kronik Bolesława Prusa – Warszawa 2006;
- Świadek Prawdy. Ksiądz Zdzisław Jastrzębiec Peszkowski (1918 – 2007) – Warszawa 2008;
- Jan Paweł II. Starałem się mówić za was. O papieskich pielgrzymkach do zniewolonej Ojczyzny 1979, 1983, 1987 – Warszawa 2008.
- Wyjątkowy poradnik szczęścia małżeńskiego - Ząbki, 2010
- Małżeństwo i rodzina w nauczaniu oraz doświadczeniu Kościoła - Sandomierz, 2011
- Media audiowizualne w nauczaniu Jana Pawła II - Warszawa, 2012 (wyd. 2: Warszawa, 2013).

## Inne
- Inspirator projektu artystycznego (2005 r.) „ Pieśń o Bogu ukrytym”, mający na celu przedstawienie młodzieńczej poezji Karola Wojtyły. Muzykę do wierszy Papieża napisał i utwory prezentował Marcin Styczeń, zaś G. Łęcicki przypominał biografię i twórczość poetycką Jana Pawła II. W latach 2005 – 2008 odbyło się ponad 50 koncertów w różnych miastach Polski.
- Pomysłodawca happeningu ku czci Bolesława Prusa (2007) oraz Festiwalu Wokulskiego (2008), który prowadził wraz z Miłką Skalską, dziennikarką TVP Warszawa. Uczestniczył także w inauguracji Ścieżki Literackiej Lalka (2008), upamiętniającej miejsca związane z akcją powieści „Lalka” Bolesława Prusa.
- Od 2010 roku stały felietonista "Echa Katolickiego", tygodnika diecezji siedleckiej.